# Frederick Wolff Ogilvie
Sir Frederick Wolff Ogilvie (1893-1949) fut directeur général de la BBC pendant 4 ans, de 1938 à 1942.

## Biographie
Diplômé en économie du Trinity College d'Oxford, il obtient en 1926 la chaire d'enseignement de la gestion à l'université d'Édimbourg, où il est considéré comme l'un des premiers économistes à avoir perçu l'importance du tourisme. Il a aussi été vice-chancelier de l'université Queen's de Belfast. 
D'abord directeur général pendant deux ans de la BBC, il a succédé en 1938 à John Reith, le fondateur de la BBC, qui l'avait dirigé pendant 16 ans, puis s'est fait embaucher comme directeur d'Imperial Airways, avant d'intégrer le gouvernement comme ministre de l'Information en janvier 1940. 
Frederick Wolff Ogilvie a fermement défendu les programmes internationaux et l'indépendance de la BBC mais on lui a reproché un manque de leadership ce qui amène à son remplacement en 1942 par un tandem composé de Robert William Foot, ancien administrateur général de la Compagnie du gaz-électricité, et Cecil Graves, ce qui est perçu comme renforcement du contrôle du gouvernement sur la BBC.
Son prédécesseur John Reith a écrit de lui dans son autobiographie « J'étais presque sûr qu'il n'était pas la personne adéquate ». Il est ensuite devenu principal du Jesus College d'Oxford et n'a pas ménagé ses critiques contre la gestion de la BBC dans l'immédiat après-guerre.